# Finn Schroven
Finn Schroven (* 26. Juni 2003) ist ein deutscher Handballspieler.

## Karriere
Finn Schroven wechselte 2019 vom TV Rheinbach in die Jugend des VfL Gummersbach. Schon früh erhielt er Einsatzzeiten in der 2. Bundesliga und erzielte im Oktober 2021 sein erstes Tor für die erste Mannschaft in einem Pflichtspiel. Nachdem er mit Gummersbach in die 1. Bundesliga aufgestiegen war, erhielt er ab Sommer 2023 ein Zweitspielrecht für den Zweitligisten TSV Bayer Dormagen. Kurz vor Ende der Saison 2023/24 löste er seinen ursprünglich bis 2026 laufenden Vertrag in Gummersbach auf und wechselte fest nach Dormagen.